# Ingo Kühl
Ingo Kühl (født 29. juni 1953 i Bovenau, Slesvig-Holsten) er en tysk maler, billedhugger og arkitekt.

## Uddannelse
Ingo Kühl studerede 1973-1976 arkitektur på Fachhochschule Kiel og derefter 1977-1984 arkitektur og billedkunst på Hochschule der Künste Berlin - senere omdøbt til Universität der Künste Berlin. Malerejser tog ham gennem mange europæiske lande og oversøiske, herunder Island, New Zealand, Papua Ny Guinea, og Tierra del Fuego. Han boede i det sydlige Stillehav i et år. Han bor i øjeblikket i Berlin og på Sild.
- Galleri
- Ingo Kühls fødehus, tidligere politistation i Bovenau, 1957
- Weiß vor Blau über Schwarz, Olie på lærred 150 × 200 cm, 1996, Schleswig-Holsteinische Landesmuseen, på Gottorp Slot, Slesvig
- Architektur-Skulptur (detalje), epoxyharpiks, 400 × 220 × 110 cm, 2009
- Tisch am Kliff på Kejtum Klev / Sylt, bronzereliefferne Hval i et oprørt hav og Barrow, 2019
- Bewegtes Meer III, Olie på lærred 250 × 570 cm i studiet Berlin-Friedenau, 2020